# Imeni Jemcia M. A.
Imeni Jemcia M. A. (ukr. Імені Ємця М. А.) – przystanek kolejowy w pobliżu miejscowości Wełykodołynśke, w rejonie odeskim, w obwodzie odeskim, na Ukrainie.